# Hexilamina
Hexilamina ou Hexano-1-amina (também n-Hexilamina, 1-Hexanoamina) é a amina primária derivada do hexano.